# Belovita-(Ce)
La belovita-(Ce) es un mineral de la clase de los fosfatos, que pertenece al grupo de la belovita. Recibió su nombre en el año de 1954 por L. S. Borodin y M. E. Kazakova en honor de Nikolái Belov (1891-1982), exjefe del departamento de cristalografía y cristaloquímica de la Universidad Estatal de Moscú, Rusia.

## Características
La belovita-(Ce) es un fosfato de fórmula química NaCeSr3(PO4)3F. Cristaliza en el sistema trigonal. Su dureza en la escala de Mohs es de 5. Es el análogo con el cerio de la belovita-(La), el análogo con NaSr3Ce de la fluorapatita, y el análogo con el estroncio de la kuannersuïta-(Ce).
De acuerdo a la clasificación de Níquel-Strunz, la belovita-(Ce) pertenecn a "08.BN - Fosfatos, etc. con aniones adicionales, sin H2O, con cationes sólo grandes, (OH, etc.):RO4 = 0,33:1" junto con los siguientes minerales: alforsita, dehrnita, carbonatohidroxilapatita, clorapatita, mimetita-M, johnbaumita-M, fluorapatita, hedifana, hidroxilapatita, johnbaumita, mimetita, morelandita, piromorfita, fluorstrofita, svabita, turneaureita, vanadinita, belovita-(La), deloneita, fluorcafita, kuannersuita-(Ce), hidroxilapatita-M, fosfohedifana, stronadelfita, fluorfosfohedifana, miyahisaita y arctita.

## Formación y sitios
Fue descubierto en 1954 en el monte Malyi Punkaruaiv, en el macizo de Lovozero en la provincia de Múrmansk (Distrito Federal del noroeste, Rusia). También se ha descrito en otras partes de Rusia, Sudáfrica y Estados Unidos.